# 魔斑核苷酸
魔斑核苷酸（magic spot nucleotide）是细菌生长过程中在缺乏氨基酸供应时产生的一个应急产物。主要是三磷酸鸟苷（GTP）合成的四磷酸鸟苷（ppGpp）和五磷酸鸟苷（pppGpp）。主要功能是干扰RNA聚合酶与启动子结合的专一性，诱发细菌的应急反应，帮助细菌在不良环境条件下得以存活。